# Gunnar Westfelt
Gunnar Leopold Westfelt, född 11 januari 1920 i Adolf Fredriks församling i Stockholm, död 31 januari 1993 i Bromma, var en svensk filmfotograf.
Westfelt är gravsatt i minneslunden på Bromma kyrkogård. Han var son till filmfotografen Ragnar Westfelt och bror till filmfotografen Bengt Westfelt.

## Filmfoto i urval
- 1950 – Sång till friheten
- 1951 – Uppdrag i Korea